# Making of ...
Making of … ist eine Hörspielperformance von Heiner Grenzland nach Motiven aus dem Roman Ich kann Dir eine Wunde schminken von Tobias Hülswitt. Der Titel „Making of“ suggeriert einen Blick hinter die Kulissen einer Medienproduktion, de facto ist es eher eine Art Inszenierung der Inszenierung einer Inszenierung. Das Werk wurde 2003 von DeutschlandRadio Berlin produziert und am 19. Juli 2004 in der DLR Sendereihe „Freispiel“ urgesendet, gefolgt von Radio LoRa München am 20. Mai 2005 u. a.

## Das Szenario
Die Hörspielperformance beginnt mit einer Diskussion im Uni-Hörsaal über die Schmerzerfahrung im dramatischen und postdramatischen Wirklichkeitsbegriff – und endet mit einem Mord auf offener Bühne während einer Reality-Show. Dazwischen spielt sich folgendes Szenario ab: Hendrik, Student und Comedian, ist mit der Garagenrockband AYA und die Showgirls „The Babes“, Pamela und Carmen, von TV-Starmoderator Max Dopper für dessen Reality-Show engagiert worden. Im Studio des Senders proben sie die Songs und Nummern für die Show. Alles wird schon mitgeschnitten und gerät in den Sog der medialen Aufbereitung, auch die gerade erst begonnene Liebe zwischen Hendrik und Laura, einer Studentin der Theaterwissenschaft. Alles spielt sich im Umfeld und während der Vorbereitungen für die Show ab. Es gibt Interviews mit der Band, mit den Showgirls, Pausengequatsche, skurril-komische Gags von Hendrik, ein Gespräch in der Mensa von Laura und ihren Mitstudierenden über Film und Theater, aber auch erzählte Erlebnisse, Reflexionen u. a. Dieser „real stuff“ fließt in die Nummern für die Show mit ein, ebenso die Beziehung von Hendrik und Laura und die immer wieder aufgeworfene Frage nach der Echtheit von Gefühlen.
Als herauskommt, dass Laura Hendrik mit Max Dopper betrogen hat, steigert sich Hendrik in einem Rap in eine hasserfüllte Eifersucht hinein und beschließt, Max Dopper umzubringen. Auch Laura, die ständig alles analysiert und reflektiert und gegen ihre selbstzerstörerischen Anwandlungen ankämpft, stürzt nach dem Seitensprung mit Max Dopper in einen inneren Konflikt, der sich in einem  monologischen Selbstzerstörungs-Ausbruch beim Radfahren entlädt, wobei sie den „Schmerz als Preis für die Freiheit“ begreift.
Es folgt eine Puddingschlacht zwischen Pamela und Carmen, den „Babes“. Die Atmosphäre eines Saales oder TV-Studios, das Klatschen eines Publikums und ein live Kommentator legen nahe, dass das eine Aufzeichnung oder schon die „echte“ Reality-Show ist. Nach einer sex- und gewaltaufgeladenen Kampfszene mit Böller und Kettensäge erreicht die Stimmung den Höhepunkt: den zynisch-diabolischen Auftritt des Star-Moderators Max Dopper.
Max Dopper verspricht dem Publikum das Erleben einer neuen Wirklichkeit im alles umfassenden medialen WIR, das „totale Realtime Giga-Event mit Spaßgarantie, unverfälscht und authentisch und absolut live, live live!“. Hendrik kommt auf die Bühne und gibt seine Gags zum Besten. Der letzte handelt von einem Studenten, der sich in eine Kommilitonin verliebt, die ihn aber mit einem anderen „einfach so“ betrügt. Die Nummer schließt mit dem Statement: „Die Liebe ist kein straffreier Raum. Die Zeit des Hinnehmens ist vorbei!“ Das Publikum ist begeistert.
Hendrik geht zu Max Dopper, sie umarmen sich und im allgemeinen Jubel rammt Hendrik Max Dopper ein Messer in den Bauch. Nach einem Moment des allgemeinen Entsetzens und der Verwirrung heizt die Rockband die Stimmung wieder an; die 'Babes' beginnen zu strippen, das Publikum und auch der Kommentator steigern sich, als wäre nichts geschehen, in eine exaltierte Begeisterung hinein. Die Show endet im tosenden, zweifach überlagerten Applaus. Zuletzt hört man aus dem Tumult heraus noch eine überschnappende Stimme schreien: „Hey, ist das jetzt ‘n Teaser oder Trailer ... sag’ schon ... was denn ... Teaser oder Trailer ...?“ Es ist, als würde die Performance hier aus sich selbst heraus- und in einen theatralischen Raum des Absurden eintreten.

## Musik
Die Musik für die Hörspielperformance stammt von der Studentenrockband „Aya“. Die Songs führen entweder direkt in die Emotionen der Protagonisten oder sie greifen Stimmungen auf und entwickelt sie, auch textlich, weiter, worüber die Handlung vorangetrieben wird. Die Gangart der Musik verändert sich im Verlauf der Performance von der Rockballade „Das ist mein Gedicht, für ein Mädchen, das aus dem Herzen spricht“ in der ersten Szene bis zum trashigen Mitsing-Hit „Ist das nicht komisch?“ in der letzten Szene.

## Formprozess
Der Formprozess ist disruptiv,  überlagert verschiedene Wahrnehmungsebenen, Bedeutungsmuster und Perspektiven und folgt meist assoziativen Kriterien. die Szenen werden häufig ineinander geblendet, was bereits der Anfang zeigt:
Man hört zunächst eine Liebes-Rockballade, über der in die Gedankenwelt Lauras gefadet wird; von der aus geht es in den Uni-Hörsaal, in dem sie gerade sitzt und den Vortrag des Professors mitschreibt; schließlich zoomt diese reale Umgebung wieder zurück in die gedanklichen Reflexionen, wobei Laura immer wieder auch die Melodie des Songs mitsummt; dessen letzte Takte werden in ein Studio gefadet, wo die Musiker, die den Song gerade geprobt / gespielt haben, einen Streit über den Stil ihrer Musik beginnen. Damit sind die Themen und die Wirklichkeitsräume (Hörsaal, Studio, Bühne) gesetzt, in denen sich das Melodram abspielt.

## Inszenierung
Manche Szenen sind als Teile des Entstehungsprozesses der Show erkenntlich gemacht, andere als reale Ereignisse, wieder andere haben fiktiven Charakter, sind Einspieler, Phantasien oder Reflexionen der Protagonisten. Die Regie lässt kurze „Fenster“ offen, in denen die fast peinlich wirkende „echte“ Realität durch die durch die Inszenierung perfektionierte „künstliche“ Realität hindurch scheint. Das eröffnet einen Blick „von außen“ auf den Performancecharakter des Geschehens. Zu solchen Perspektivwechseln gehört auch die Verwandlung der Sprechstimme, die das Geschehen zunächst ab und zu auktorial begleitet, dann zu einem Journalisten und schließlich zum live-Kommentator der Show mutiert und als völlig ausgerasteter Fan endet.
„Eifersucht, Liebe und Schmerz sind ein Restbestand an authentischen Emotionen, sie oszillieren zwischen der realen und medialen Realität und werden irgendwo dazwischen zerrieben.“ (Heiner Grenzland) Die zerstörte Liebe wird mit der Diskussion um die Schmerzempfindung im Theater verknüpft und in die „radikale Körperlichkeit“ der „Babes“-Nummer in der Show überführt. Gezeigt werden soll, wie die Realität über ihre Inszenierung mit der Inszenierung selbst verschmilzt – so, wie im postdramatischen Theater der Akt der Darstellung mit der Empfindung des Dargestellten verschmilzt und sich in einer „dritten, neuen (Un-)Wirklichkeit, einer allumfassenden Unschärfe verliert“ (Grenzland). Die Inszenierung arbeitet dem Zeitgeist entsprechend auch mit ironischen Brechungen.

## Zusammenfassung
Tobias Hülswitt belebt in seinem Roman „die Leichtigkeit der postliterarischen Erzählweise“; Die Hörspielperformance führt den Hörer auf den Wogen der romantisch-trashigen Songs der Rockband von den Höhen eines akademischen Diskurses im Uni-Hörsaal über den postdramatischen Wirklichkeitsbegriff im Theater in den Abgrund einer schrillen Reality-Show mit Sex & Crime Elementen.
„Was ist Illusion, was ist Wirklichkeit?“, singt die Rockband. Reales, Produziertes und Fiktives fließen ineinander. Mit dem Mord während der Reality-Show wird dieses Spiel mit der Indifferenz auf die Spitze getrieben – und bleibt unaufgelöst stehen, weil nicht klar wird, ob der Mord Bestandteil der Show oder vielleicht doch „echte“ Realität ist. Im Kern kreist das Stück also um die Transformation des Echten in die Inszenierung des Echten, um den Verlust von Authentizität und wahren Gefühlen in einem medialen Prozess, der den Maßstab perforieren, an dem sich ‚Realität‘ festmachen könnte. So wird das Scheitern der Liebe zwischen Hendrik und Laura zum Scheitern der Wirklichkeit an der Inszenierung der Wirklichkeit – und umgekehrt.